# 쿠요 국립 대학교
쿠요 국립대학교(Universidad Nacional de Cuyo, UNCuyo)는 아르헨티나 멘도사주의 가장 큰 고등교육기관이다. 1939년 3월 21일 국가 법령에 의해 설립됐으며 현재 멘도사 시내와 산라파엘에 위치한 12개의 단과대학교와 리오네그로 주의 산카를로스데바릴로체에 위치한 발세이로 연구소를 포함하고 있다.